# Reacción de Sullivan
La reacción de Sullivan es una prueba química que se utiliza para detectar la presencia de cisteína o cistina en proteínas. Aparece un color rojo cuando una proteína con cisteína o cistina se calienta con 1,2-naftoquinona-4-sulfonato de sodio (reactivo de Folin) y ditionito de sodio en condiciones alcalinas. Fue propuesto inicialmente por el químico orgánico e industrial estadounidense, Eugene Cornelius Sullivan (1872 – 1962).